# What It Is
"What It Is" hip hop je pjesma američkog sastava Black Eyed Peas. Objavljena je kao treći singl s albuma Behind the Front 14. studenog 1998. u izdanju Interscope Recordsa.

## O pjesmi
Pjesma je kao singl objavljena svega nekoliko dana nakon objave singla "Joints & Jam". Singl nije zabilježio nikakav uspjeh na top ljestvicama.

## Popis pjesama
CD singl
1. "What It Is"
2. "What It Is" (instrumentalna verzija)